# Moises Cuevas
Moises Magpantay Cuevas (ur. 25 listopada 1973 w Batangas) – filipiński duchowny katolicki, biskup pomocniczy Zamboanga w latach 2020–2023, wikariusz apostolski Calapan od 2023.

## Życiorys

### Prezbiterat
Święcenia kapłańskie otrzymał 6 grudnia 2000 i został inkardynowany do archidiecezji Zamboanga. Pracował głównie jako duszpasterz parafialny, był także m.in. kanclerzem kurii, administratorem ośrodka duszpasterskiego oraz szefem kurialnej komisji ds. formacji duchowieństwa.

### Episkopat
19 marca 2020 papież Franciszek mianował go biskupem pomocniczym archidiecezji Zamboanga oraz biskupem tytularnym Maraguia. Sakry biskupiej udzielił mu 24 sierpnia tegoż roku arcybiskup Romulo Tolentino de la Cruz, ówczesny metropolita Zamboanga.
29 czerwca 2023 papież Franciszek przeniósł go na urząd wikariusza apostolskiego Calapan.